# Фаррел, Джеймс Гордон
Джеймс Гордон Фаррел (англ. James Gordon Farrell; 25 января 1935 — 11 августа 1979) — английский писатель ирландского происхождения. Получил известность благодаря серии романов, известных как «Имперская трилогия» («Проблемы», «Осада Кришнапура» и «Захват Сингапура»), в которых рассматриваются политические и человеческие последствия британского колониального правления.
В 1971 году за роман «Неприятности» получил Мемориальную премию Джеффри Фабера, а в 1973 году за «Осаду Кришнапура» удостоился Букеровской премии. В 2010 году роман «Проблемы» был ретроспективно награждён премией Lost Man Booker Prize, созданной для признания работ, опубликованных в 1970 году. Из-за изменения правил отбора роман «Проблемы» и другие работы, вошедшие в шорт-лист, не рассматривались жюри.

## Биография
Фаррел родился в Ливерпуле в семье ирландского происхождения, был вторым из трёх братьев. Его отец, Уильям Фаррелл, работал бухгалтером в Бенгалии, а в 1929 году женился на Пруденс Джозефин Рассел. В 12 лет Фаррел поступил в Rossall School в Ланкашире. После Второй мировой войны Фаррелы переехали в Дублин. Это, возможно, в сочетании с популярностью романа «Проблемы» заставляет многих считать его ирландским писателем. После выпуска из Rossall School он преподавал в Дублине, а затем работал на «Линии „Дью“» в канадской Арктике. В 1956 году он поступил в Брасенос-колледж, где заразился полиомиелитом. Это заболевание заняло видное место в его работах. В 1960 году он завершил обучение в Оксфорде с отличием по французскому и испанскому языкам и уехал жить во Францию, где начал преподавать в лицее.
Свой первый роман «Человек из другого места» Фаррел опубликовал в 1963 году.
В 1979 году Фаррел покинул Лондон, чтобы жить на полуострове Шипс-Хед в графстве Корк. Через несколько месяцев он утонул на берегу залива Бантри, упав в море со скал во время рыбалки. Ему было 44 года.
Фаррел похоронен на кладбище St James the Apostle Church в Дуррусе.